# Voodoo (opera)
Voodoo är en amerikansk opera i tre akter med musik och libretto av den afroamerikanske tonsättaren Harry Lawrence Freeman. Härstammande ur Harlemrenässansen framfördes operan med pianoackompanjemang i en radioutsändning den 20 maj 1928. Den första scenföreställningen med orkester ägde rum den 10 september 1928 på "Palm Garden" (ett samtida namn för "the 52nd Street Theatre") i New York.

## Historia
Freeman var en talangfull afroamerikansk musiker och blev assisterande kyrkoorganist vid 10 års ålder. En avgörande händelse i hans liv var en föreställning av Richard Wagners opera Tannhäuser. Vid 18 års ålder 1891 fullbordade han sin första opera. Han fortsatte att komponera otaliga operor under sin levnad.
I flera artiklar om Voodoo nyanserar New York Amsterdam News sin åsikt från tiden hur länge Freeman ägnade sig åt att komponera operan. Till en början sa tidningen "Även om professor Freeman har förberett sig i åratal för tillfället att skildra negern ("the negro") i operan så har han varit tvungen att bida sin tid." Efter operans speltid sa tidningen att Freeman hade arbetat med operan i två år. Tidningen korrigerade sig själv senare då den rapporterade att han hade fullbordat operan 1914.

## Uppsättningar
Operan framfördes första gången i en radioutsändning med pianoackompanjemang (av Freeman) den 20 maj 1928 på radiostationen WGBS. Sångare var Doris Trotman, sopran; Carlotta Freeman (kompositörens hustru), sopran; Ray Yates, tenor; Otto Bohanan, baryton.
En månad senare sjöng kompositörens son Valdo Freeman och en baryton utdrag från Voodoo tillsammans med en annan av hans fars operor, Plantation, under en radioutsändning på WGBS den 25 juni 1928.
Notiser som föregick uppsättningen scenpremiär nämnde "en ensemble på över femtio personer." Annonser indikerade också på att ensemblen bestod av femtio personer, även om denna siffra reducerades till trettio i senare notiser.
"Negro jazz grand opera" (som den kallades av New York Amsterdam News) hade sin första scenföreställning på "Palm Garden" (uppenbarligen ett samtida namn för 52nd Street Theatre) den 10 september 1928. Freeman dirigerade en orkester på tjugoen musiker. Recensionen i New York Herald Tribune sa att framställningen "presenterades" av hans son Valdo Freeman. En recension hänvisade till operasällskapet som "Negro Opera Company Inc."
Kostymerna tillhandahölls av Chrisdie & Carlotta och F. Berner bistod med perukerna. Teaterledningen bestod av Robert Eichenberg, Leon Williams, Esther Thompson, Octavia Smith, Philip Williams, William Thompson, Grace Abrams och Walter Mattis.
Voodoo var tänkt att spelas i en vecka med en matiné på lördagen. Uppenbarligen fick uppsättningen läggas ner på grund av brist på pengar.
Partituret publicerades aldrig. Manuskriptet förvaras i Rare Book & Manuscript Library på Columbia University.
Den första uppsättningen av Voodoo efter 1929 ägde rum 26-27 juni 2015 på Miller Theatre av Harlem Opera Theatre, Morningside Opera och Harlem Chamber Players. Den dirigerades av Gregory Hopkins.

## Personer
| Roller  | Röstläge | Första framförandet (i radio), 20 maj 1928 Ackompanjatör: Harry Lawrence Freeman | Premiärbesättning 10 september 1928 Dirigent: Harry Lawrence Freeman |
| ------- | -------- | -------------------------------------------------------------------------------- | -------------------------------------------------------------------- |
| Cleota  | sopran   | Doris Trotman                                                                    | Doris Trotman                                                        |
| Lolo    | sopran   | Carlotta Freeman                                                                 | Carlotta Freeman                                                     |
| Mando   | tenor    | Ray Yates                                                                        | Ray Yates                                                            |
|         | baryton  | Otto Bohanan                                                                     | Valdo Freeman                                                        |
|         | baryton  |                                                                                  | Thomas R. Hall                                                       |
|         |          |                                                                                  | Marie Woodby                                                         |
|         | bas      |                                                                                  | William H. Holland                                                   |
|         |          |                                                                                  | Joseph Northern                                                      |
|         |          |                                                                                  | Rosetta Jones                                                        |
| dansare |          |                                                                                  | Ollie Burgoyne                                                       |

Den alternerande ensemblen till scenversionen bestod av Rosetta Jones, Cordelia Paterson, Luther Lamont, Blanche Smith, John H. Eckles, Leo C. Evans och Harold Bryant. Namngivna deltagare var även dansaren Ollie Burgoyne, som nyligen hade framträtt på Folies Bergère i Paris.

## Handling
Voodoo utspelas i Louisiana under Rekonstruktionstiden. Tjänarinnan Cleota är förälskad i Mando, en förman på plantage som de bor på. Voodoodrottningen Lolo är svartsjuk och ser Cleota som sin rival. Hon försöker få henne ur vägen. En voodooceremoni äger rum under vilken Lolo och hennes medhjälpare Fojo delar ut amuletter till de invigda innan de drar sig tillbaka till en sjö för att frammana ormguden. Cleota är på väg att offras men räddas av Mando och Chloe (Lolos moder). Ett andra försök av Lolo att undanröja Cleota misslyckas och Lolo skjuts ihjäl.
New York Herald Tribune skrev att operan gestaltade "typiskt negerliv från slavtiden, medan musiken inkluderade spirituals, sånger, arior, tangos och andra danser, däribland en rituell voodooceremoni."

## Bemötande
Samtidens bemötande var blandad och några recensenters åsikter (såsom Alfred Frankenstein) osade av rasism.
Den detaljerade recensionen i New York Herald Tribune kallade uppsättningen (helt felaktigt) för den första opera komponerad, producerad och sjungen av afroamerikaner och ansåg den vara "ytterligare ett steg i riktning mot en etablering av en distinkt negerkultur i detta land." Recensionen fortsatte med att räkna upp begränsningar i uppsättningen orsakade av pengabrist. Kompositörens musikstil bemöttes med hård kritik och recensenten kallade hans musik "inte originell" då den var alltför beroende av yttre inflytande från spirituals och sånger från Tin Pan Alley. Men samme recensent ansåg att öppningsdansen i akt två var mycket effektiv och kallade tredje akten för den mest originella med kompositörens "inspirerande kreativa kraft" tillsammans med "effektiva barbariska stunder då musiken ackompanjerade voodooceremonin." "Varierande element utgjorde en konglomerat snarare än ett homogent, högexplosivt partitur." Men kombinationen av 1800-talets italiensk-franska stil med Freemans modernistiska trender skapade en udda blandning.
I allmänhet fann recensenten handlingen komplex men trovärdig, medan librettot till största delen var bra men ibland "en bortslösad bagatell." Av sångarna noterade recensenten Doris Trotmans "fylliga sopran" medan Carlotta Freeman var bra men med "svaga höjdtoner." Med åsikten att Valdo Freeman och Thomas R. Hall innehade "kvällens bästa röster" summerade recensenten att "föreställningen var allvarsam snarare än välartad."
Pierre Key skrev i Hartford Courant att uppsättningen var "svag" och "amatörmässig". Men hans bedömning av musiken var mer positiv: "En samling av rytmisk påfund och fallenhet för instrumentkulör är var som utmärker denna kompositör." New York Times ansåg också att "uppsättningen var i anden amatörmässig." Den anonyme recensenten noterade att "kompositören använder teman från spirituals, sydstatsmelodier och jazzrytmer, vilken kombinerade med traditionell italiensk operaform åstadkommer en nyfiket naiv blandning av varierade stilar."
I Chicago Tribune skrev Alfred Frankenstein att han fann librettot formlöst (något som han medgav gällde många operor) där det mesta av handlingen utspelades under operans slutakt vilket fick de två första akterna att bli okonsekventa. Han kritiserade rollfiguernas sätt att prata då huvudrollerna sjöng på proper engelska medan birollerna sjöng med "Negerdialekt". Han fördömde särskilt gammaldagssprål såsom raden "Ah, could I to thy for [my] life but restore." Frankenstein fortsatte sin recension med att beskriva den stress med vilken afroamerikaner måste navigera mellan en kombination av rasistisk mindervärdighet och rasstolthet. Han hävdade att dessa motstridiga krafter kunde höras i Voodoo då man hör influenser från Edward MacDowell, Richard Wagner och Harry Burleigh lika väl som spirituals, även om Freemans musikaliska uttryck hämmades av ett dåligt libretto. Frankenstein avslutade med en nedlåtande ton då han föreslog att Freeman studerade olika nationaliteters musikhistoria i ett försök att höja afroamerikanernas ställning inom musikkonsten.
Den afroamerikanska pressen var mer förstående angående operan. New York Amsterdam News markerade hur Freeman hade varit tvungen att betala för uppsättningen med egna medel och tidningen ifrågasatte varför det afroamerikanska samhället inte var mer stöttande. Ett läsarbrev ifrågasatte också varför inte fler afroamerikaner hade närvarat vid föreställningarna.
Liksom andra recensenters syn på den ojämna musikstilen noterade även Baltimore Afro-American att "opera är inte perfekt." Dess beroende av familjära stilar resulterade i "intrycket av en brist på genuin äkthet och att operan förlitar sig alltför mycket på yttre influenser för att kunna bli fullkomligt Negro."
Uppkomsten av Voodoo inspirerade andra afroamerikaner att träda fram. Endast en månad efter operans premiär annonserade Billboard om den kommande Deep Harlem, "en annan negroopera," som skulle iscensättas av skådespelaren/direktören Earl Dancer.